# Aventurile lui Jimmy Neutron: Micul Geniu
Aventurile lui Jimmy Neutron: Micul Geniu (uneori scurtat Jimmy Neutron) este o serie animată americană creată de John A. Davis. A fost difuzat inițial pe Nickelodeon pentru trei sezoane începând cu 20 iulie 2002, iar ultimul episod a fost difuzat pe 25 noiembrie 2006. Bazat pe filmul din 2001, Jimmy Neutron, geniu de buzunar, serialul urmărește aventurile unui geniu de 11 ani din Retroville, James "Jimmy" Isaac Neutron, în timp ce merge în aventuri cu prietenii săi Carl Wheezer și Sheen Estevez. De-a lungul serialului, pe parcursul acestor aventuri apar diverse neajunsuri și conflicte, pe măsură ce diversele invenții ale lui Jimmy se rătăcesc. Seria include voci ale lui Debi Derryberry (Jimmy), Jeffrey Garcia (Sheen) și Rob Paulsen (Carl) pentru cele trei personaje principale. Seria a primit numeroase nominalizări precum Kid's Choice "Cartoon Favorite" în 2006 și 2007 și a câștigat un premiu Annie pentru "o realizare remarcabilă în producția animată de televiziune produsă pentru copii", precum și o ediție a filmului "Golden Reel award". Un spin-off a fost produs în 2010, cunoscut sub numele de Planeta lui Sheen, si a avut premiera in luna octombrie a acelui an, incheiat in februarie 2013. În România, serialul s-a difuzat pe Nickelodeon și Nicktoons.